# 5860 Deankoontz
Az 5860 Deankoontz (ideiglenes jelöléssel (5860) 1981 QE1) a Naprendszer kisbolygóövében található aszteroida. Vavrova, Z. fedezte fel 1981. augusztus 28-án.